# Ožujsko
Ožujsko est une bière croate de type lager produite par la brasserie Zagrebačka pivovara depuis 1892.

## Rachats
En 1997, la brasserie est rachetée par le groupe Interbrew.
Depuis 2013, elle appartient au groupe Molson Coors.
L'Ožujsko est la bière la plus consommée du pays.

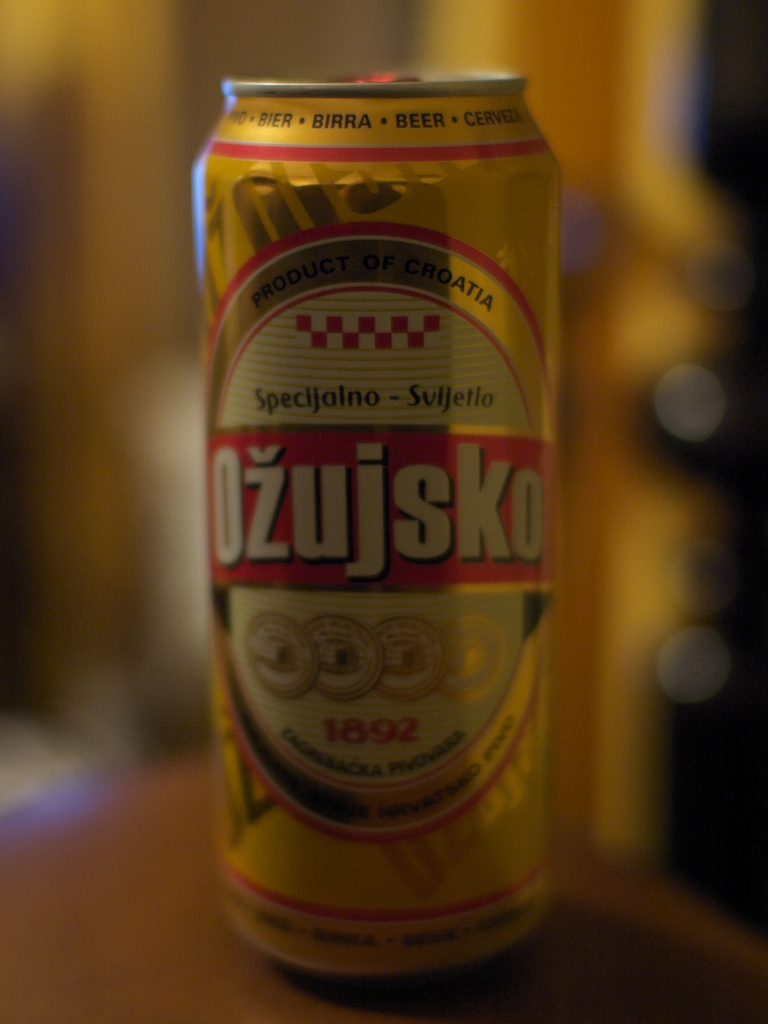
Canette d'Ožujsko